# Götiska tornet

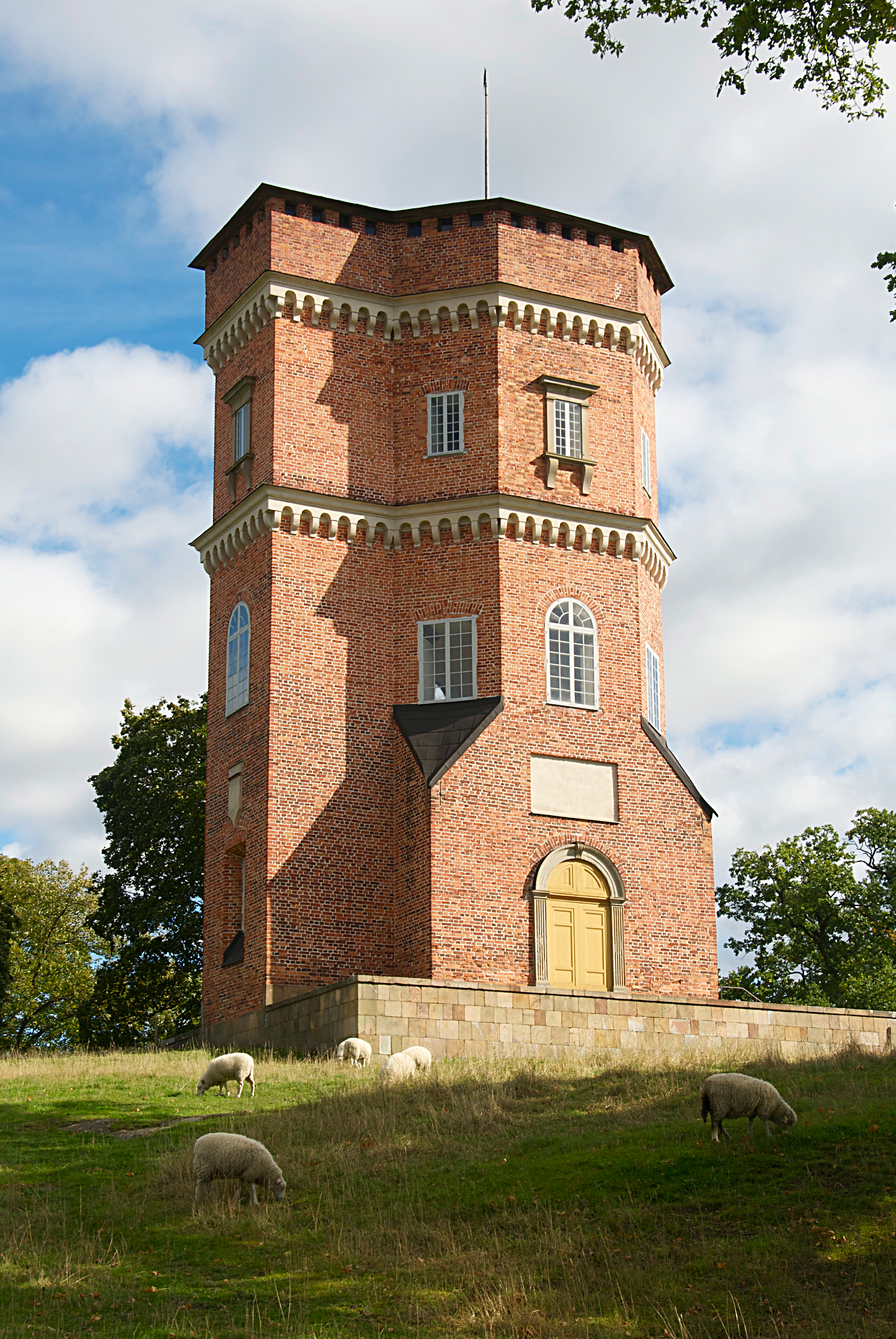
Götiska tornet, augusti 2011.

Götiska tornet är en byggnad inom Drottningholms slottsområde på Lovön i Stockholms län. Tornet står i direkt anslutning väster om slottets engelska park. Det började byggas 1792 men blev invändigt aldrig helt fullbordat. Tornets gestaltning är ett uttryck för romantikens genombrott under 1700-talets andra hälft. Byggnaden är sedan 1935 ett statligt byggnadsminne och ingår sedan 1991 i Unescos världsarv nummer 559, Royal Domain of Drottningholm.

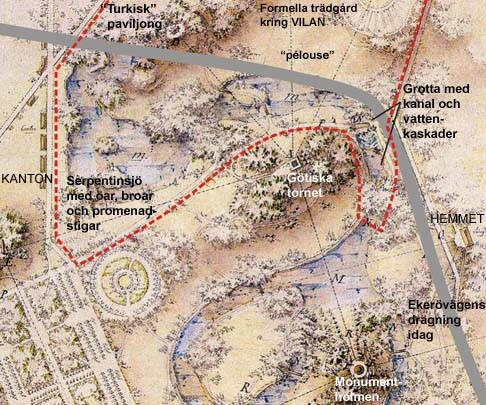
Pipers utökningsplan (röd linje).

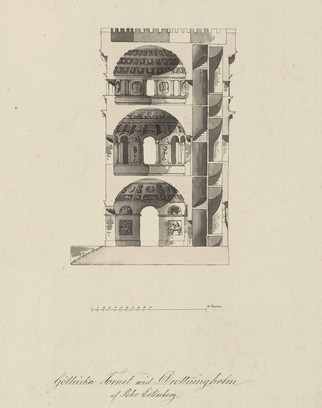
Desprez' sektionsritning.

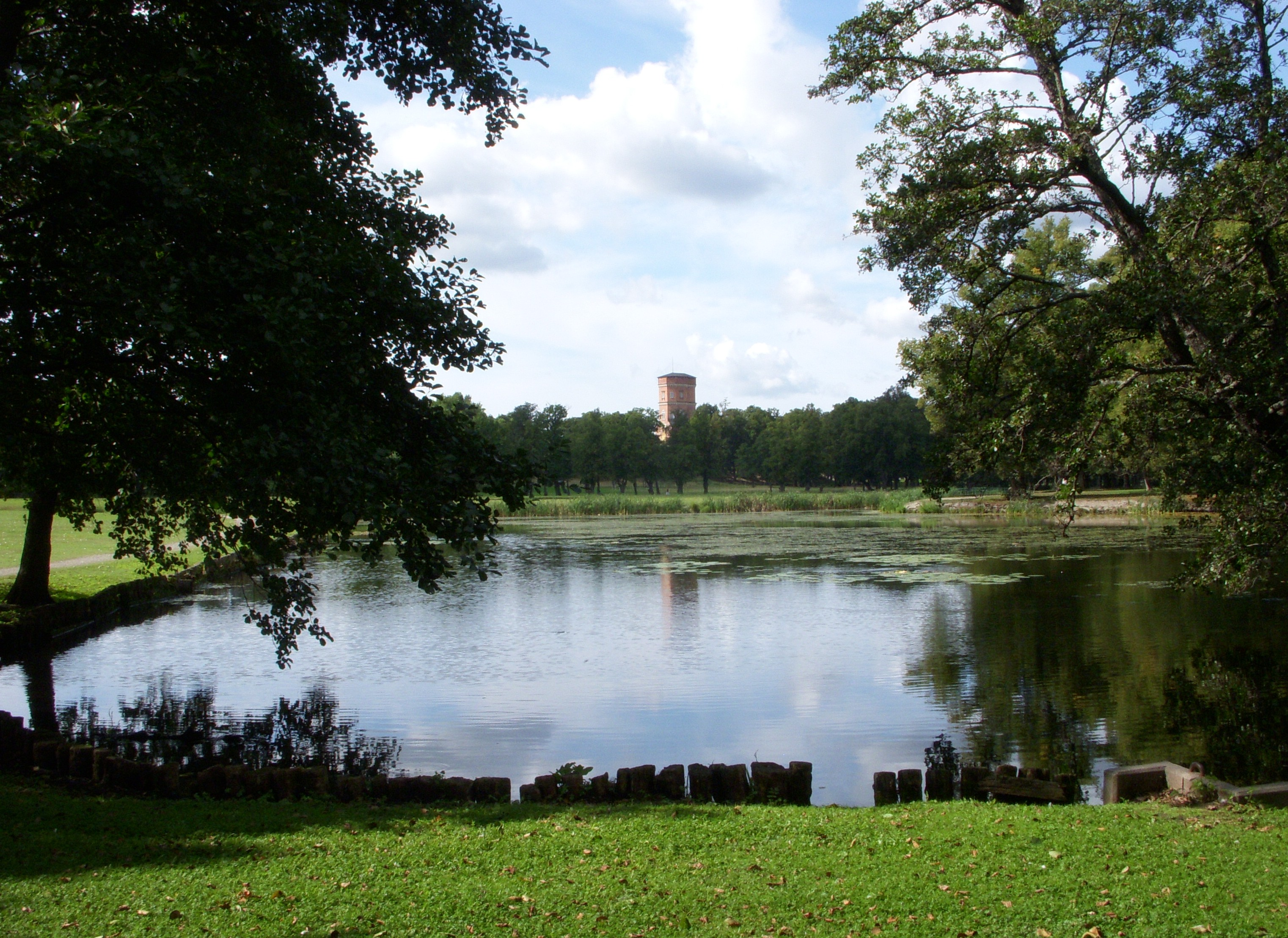
Götiska tornet med siktlinje från engelska parken, september 2011.

I samband med att Gustav III övertog Drottningholms slott år 1777 utarbetades de första planerna för en engelsk parkanläggning av Carl Fredrik Adelcrantz. I den nya parken önskade kungen en mängd olika byggnader till "förlustelse och glädje". Även här skulle det finnas olika "siktlinjer" mellan byggnaderna, ungefär på samma sätt som han planerade i Hagaparken. 
I Drottningholms engelska park, som ritades 1797 av trädgårdsarkitekten Fredrik Magnus Piper hade Gustav III tänkt sig bland annat ett amortempel, ett kinesiskt torn och ett litet gotiskt slott. I en utökning mot norr planerade Piper en grotta med kanal och kaskader, en pelouse, en mindre sjö med broar och promenadstigar samt en turkisk paviljong. Numera leder Ekerövägen rakt över detta område. De dominerande byggnadsverken knöts samman med sikt- eller syftlinjer. Idag fyller bara Götiska tornet, Vakttältet och Hemmet denna uppgift.
År 1788 fick den franske teaterdekoratören och konstnären Louis Jean Desprez uppdraget att rita byggnaden och 1792, strax innan mordet på Gustav III, började man uppföra tornet. Året efter stod tornets röda tegelfasader klara men på grund av kungens död blev de kupolvälvda rummen inte fullbordade. Enligt Desprez ritningsförslag skulle lejonfigurer smycka tornets sockel och i fälten ovanför portarna skulle det finnas reliefer. 
Tornets arkitektur är en blandning av klassicistisk och romansk stil. Det rör sig således inte om gotikens formgivning utan mera om en association till götarna. Götiska tornet är åttkantigt, har tre plan och 124 trappsteg. Högst upp finns en krenelering och byggnaden skulle troligen erinra om ett antikt försvarstorn. 
Från och med 1794 fanns en optisk telegraf på tornet. Med den kunde man sända meddelanden till och från Stockholms slott. För att klara sträckan fanns en mellanstation vid Traneberg. Den första sändningen var en födelsedagshälsning till Gustav IV Adolf. Under slutet av 1800-talet monterades ett så kallat fredstak på tornets topp som delvis döljer kreneleringen.

## Kopplingar till frimureriet
Byggprojekten i den engelska parken avstannade efter mordet på kungen med undantag för det Götiska tornet. En teori som framförts till varför den nye regenten hertig Karl trots allt valde att färdigställa tornet är att tornet var avsett att användas i olika sammanhang inom frimureriet. Både den tidigare kungen och den yngre brodern Hertig Karl svärmade för tempelherremystik och frimureri, och hertigen var stormästare i Svenska Frimurare Orden. Gustav III:s svåger, Karl von Hessen-Kassel, hade på sin egendom Louisenlund i Schleswig redan 1784 låtit uppföra ett götiskt tegeltorn, vilket kom att spela en stor roll i frimurarordens riter. Det är troligt att tornet på Drottningholm var tänkt att brukas i liknande sammanhang. 